# Беласица
Вижте пояснителната страница за други значения на Беласица.
Беласица (изписване до 1945 година: Бѣласица; на гръцки: Κερκίνη, Керк̀ини, Μπέλλες или Μπέλες, Б̀елес) е планина в областта Македония. Тя е част от Осоговско-Беласишката планинска група. Понастоящем е поделена между Гърция (около 45%), Северна Македония (около 35%) и България (около 20%). Общата площ на планината е 670 km2.

## Географска характеристика

### Положение, граници, големина
Планината се простира в посока изток-запад, като дължината ѝ е 63 km, а средната ширина 7 – 9 km. На север граничи със Струмишкото и Санданско-Петричкото поле, които я отделят от планината Огражден. На изток с Рупелският пролом на река Струма я отделя от Сенгелска планина, а на запад Костуринската седловина (482 m) и проломът на река Тракийна (десен приток на река Струмешница) в Северна Македония – от планините Смърдеш и Плавуш. На юг се спуска стръмно към Сярското поле, а седловина Дова тепе (306 m) я отделя от Круша планина.
Гледана от север от долината на река Струмешница или от юг от Сярското поле, Беласица се издига като внушителна стена. Планинското било е тясно, остро, на места скалисто или покрито с пасища. Южните склонове са скалисти, стръмни и слабо залесени, докато северните са гористи, прорязани от много дълбоки долове и буйни реки и потоци с малки водопади. Северното подножие на планината, известно с името Подгорие е оформено от дебели акумулативни и акумулативно-делувиални пластове, които задържат обилни водни запаси. Страничните ридове са къси и стръмни. Най-високата точка на Беласица е връх Радомир (2029,2 m). Други високи върхове са: Конгур или Голям Конгур (1951,3 m), Пункова скала (1973,9 m), Дебело бърдо (1950,6 m), Лозен (1897,6 m) и Тумба (1880,3 m), при който се събират границите на държавите България, Гърция и Северна Македония. От всички върхове на билото се откриват чудесни панорамни гледки.
През планината преминават няколко прохода, най-важният от които е Демир капия (1686 m). В миналото те са имали местно значение, но сега поради граничното положение на планината са неизползваеми.

### Върхове в Беласица
| Име                              | Име                                  | Височина        | Местоположение |
| -------------------------------- | ------------------------------------ | --------------- | -------------- |
| Радомир или Калабак              | Σιδερόπετρα, Καλαμπάκ                | 2030 m          | Пирамида № 24  |
| Белия камък                      | Άσπρη Πέτρα                          | 1224 m          | Пирамида № 36  |
|                                  | Ελληνικό                             | 1168 m          |                |
| Йеди Куле                        | Επταπύργιο, Γεντή Κουλέ              | 1740 m – 1500 m |                |
| Карталкая, Карталташ, Каламбак   | Καλαμπάκα, Καρτάλ Τας                | 1819 m          | Пирамида № 20  |
|                                  | Κάππα                                | 1400 m          |                |
| Лозен, Кале баир                 | Κουτουλιού Μαγούλα, Καλέ Μπαΐρ       | 1905 m          | Пирамида № 11  |
| Семер Каясен                     | Κωνική Κορυφή, Σέμερ Κάγιασεν        | 1874 m          | Пирамида № 8   |
|                                  | Μαγαζί                               | 1600 m – 1400 m |                |
| Караташ                          | Μαυρόπετρα, Καρά Τας                 | 1690 m          |                |
|                                  | Νέο Τριεθνές                         | 1883 m          | Пирамида № 1   |
| Демир Капия                      | Ντεμίρ Καπί                          | 1820 m          | Пирамида № 23  |
|                                  | Οχυρό, Ιστίμπεη                      | 1329 m          |                |
|                                  | Παλαιό Τριεθνές                      | 1474 m          | Пирамида № 20  |
| Попотливица                      | Παπαδοπούλα, Ποποτλίβιτσα            | 1639 m          |                |
|                                  | Πέντε Αδέλφια                        | 1000 m – 700 m  |                |
| Самар, Семер Каяси, Сейман Каяси | Πέτρα, Σεμέρ Καγιασί, Σεϊμάν Καγιασί | 1644 m          | Пирамида № 11  |
| Чаинк Кая                        | Πετροπλαγιά, Τσαΐνκ Καγιά            | 1140 m – 1000 m |                |
|                                  | Ποντκόνκι                            | 1962 m          |                |
| Конгуро, Рупеско                 | Ρουπέσκο                             | 1912 m          | Пирамида № 28  |
| Сечена скала                     | Σέτσενα Σκάλα                        | 1800 m          | Пирамида № 9   |
| Султаница, Султана               | Σουλτάνα, Σουλτανίτσα                | 1440 m – 1317 m |                |
| Кел Кая                          | Σπανή Πέτρα, Κελ Καγιά               | 1062 m          |                |
|                                  | Στενοτόπι                            | 1082 m          |                |
| Арпалък                          | Στήριγμα, Αρπαλούκι                  | 1043 m          |                |
| Тумба                            | Τούμπα                               | 1900 m          | Пирамида № 1   |
|                                  | Τραπέζι, Τραπέσκα                    | 1200 m – 1100 m |                |
|                                  | Φαλακρή                              | 1000 m          |                |
| Грубил                           | Αγαπητό, Γκρουμπίλ                   | 900 m – 700 m   |                |
|                                  | Ανάληψη                              | 502 m           |                |
| Васано                           | Βάσανο                               | 789 m           |                |
| Лечица                           | Γέρακας, Λέτσιτσα                    | 971 m           |                |
| Кука II, Чатал чешме             | Δίκρουνος, Κούκα ΙΙ, Τσατάλ Τσεσμέ   | 955 m – 649 m   | Пирамида № 24  |
|                                  | Καλέα                                | 700 m – 620 m   |                |
|                                  | Κανέλλα                              | 903 m           |                |
|                                  | Κούκα                                | 620 m           |                |
| Миджит                           | Μαύρη Πέτρα, Μιτσίτ                  | 766 m – 500 m   |                |
| Кара Бурун                       | Μύτακας, Καρά Μπουρούν               | 800 m – 700 m   |                |
| Рамна                            | Ομαλός, Ομαλό, Ράμνα                 | 523 m           |                |
|                                  | Πελεκάνος                            | 694 m           |                |
|                                  | Περίπτερο                            | 801 m           |                |
|                                  | Πυραμίδα                             | 751 m           |                |
|                                  | Τρίκορφο                             | 640 m           |                |
|                                  | Τρίστρατο                            | 800 m           |                |

### Геоложки строеж
В структурно-геоложко отношение Беласица представлява типичен линеен хорст. Тя се оформя като планински блок през плиоцена между два паралелни разседа, които я ограждат от север и юг, т.е. издига се хорстово, а съседните полета потъват. По тази причина река Струма на гръцка територия рязко сменя южното си направление със западно, успоредно на южния разсед.
Изградена е главно от метаморфни скали – амфиболити, различни видове шисти, гранитогнайси, гранити, гнайси и други.

### Климат, води, почви
Климатът на Беласица е планински с по-меки черти в сравнение с по-високите и по-северно разположени български планини. Над 1000 m н.в. средноянуарските температури са от -1° до -7 °C, а средноюлските от 14° до 20 °C, а валежите са в границите 700 – 1000 mm. Поради орографския ефект валежите в подножието и среднопланинските и склонове надминават 1000 mm. Снежната покривка във високите части се задържа няколко месеца. Преобладаващите ветрове са северозападни, като през пролетта по северното подножие на планината се наблюдава топлият поривист вятър фьон.
С изключение на най-югозападните части на планината, които се оттичат към басейните на река Вардар и Дойранското езеро, останалата ѝ изцяло принадлежи към басейна на река Струма. Реките водещи началото си от планината са къси, стръмни и бурни и се вливат отдясно в река Струмешница и Струма.
За подножието на планината са характерни излужените канелените горски и делувиално-ливадните почви, а във височина кафявите горски и планинско-ливадните почви.

### Флора и фауна
Флората на Беласица е съставена от около 1200 растителни вида, което представлява приблизително 1/3 от флората на България. В българския участък на планината са установени 102 вида с високо консервационно значение, от които 24 вида са защитени от Закона за биологичното разнообразие, 25 са балкански ендемити, 2 – български, 38 вида са включени в Червената книга на България, а 29 са защитени от Конвенцията за международна търговия със застрашени видове от дивата фауна и флора (CITES). Сред редките растителни видове тук са френска жълтица, планинско подрумиче, стоянова теменуга, дилянова мишовка и други.
Голямото богатство на Беласица са широколистните гори и особено питомният кестен, който вирее изключително на север от главното било до към 900 – 1000 m. Кестените оформят горски пояс по планинския склон с дължина около 45 km. Те обикновено са смесени с гори от бук. Над тях е разположен буковият пояс, до около 1700 m. Дъбът също е разпространен в ниските части. Характерно за Беласица е пълното отсъствие на иглолистен пояс. Рядко се среща ела и бял бор. В субалпийския пояс на планината растат нискостеблена хвойна и боровинки. Има и множество пасища.
Безгръбначната фауна е изключително богата на видове. Установени са 36 ендемитни, 44 редки и 3 реликтни вида. Беласица дава убежище и на множество гръбначни животни – 8 вида земноводни, 15 вида влечуги, 120 вида птици и над 50 вида бозайници.
Югозападно от Петрич на площ от 1312 хектара е разположен резерват Конгура в който са запазени естествени екосистеми от бук и питомен кестен.

### Селища
В планината няма селища, но в нейните подножия и в трите държави са разположени редица населени места:
- В България – град Петрич и селата Беласица, Габрене, Дрангово, Камена, Ключ, Коларово, Ръждак, Самуилово, Скрът, Тополница и Яворница.
- В Северна Македония – селата Банско, Дражево, Костурино, Куклиш, Мокриево, Смолари, Старо Конярево, Чалакли и други.
- В Гърция – селата Анатолу, Атли, Ветрен, Горни Порой, Дервент, Долни Порой, Мандраджик, Матница, Неохори, Света Петка, Хаджи бейлик, Шугово и други.

## Беласица в историята
Известната в древността планина Орбелос се идентифицира според редица академични автори като днешна Беласица. Според Диодор Сицилийски, през 310 г. пр.н.е. Касандър заселил при Орбел 20 000 аутариати. Славянското име Беласица и гръцкото Белес вероятно произлизат от тракийско-пеонския топоним, който означава блестяща планина, от 'белос' – блестящ и 'ор' – планина. В по-ново време в Гърция погрешно е наложен античния топоним Керкини, който всъщност е бил използван в древността вероятно за планината Огражден. В Гърция планината Славянка се нарича по същите причини с античното име Орбелос, на новогръцки Орвилос.

## Природен парк Беласица
В българската част на планината се намира Природен парк Беласица, обявен на 28 декември 2007 година със заповед на министъра на околната среда и водите. Общата му площ заема 11732,4 хектара. Към защитените територии спада и резерват Конгура, който запазва режима си. Дирекцията на парка се намира в село Коларово.
Паркът е създаден с цел опазване на вековни гори, съставени основно от обикновен бук и обикновен кестен, както и естествени чинарови местообитания, защитени и ендемични растителни и животински видове, както и уникални и представителни съобщества и екосистеми в безлесната зона на планината.

## Туризъм
През първите 15 години на XXI век от почти непозната планина, Беласица се превръща в една от предпочитаните дестинации за пешеходен туризъм. Поради факта, че преди това Беласица е „затворена“ планина в нея има малко места за настаняване на туристи. В българската част на планината са изградени три туристически хижи, втората и третата от които са бивши гранични застави:
- Беласица, 720 m н.в., 64 места;
- Конгур, 1284 m н.в., 43 места;
- Лопово, 1262 m н.в., 31 места.

Туристическите маршрути в българския участък на планината са маркирани с цветна лентова маркировка. Основен изходен пункт за изкачването на Беласица е град Петрич, както и селата Самуилово, Ключ и Скрът. Най-удобни изходни пунктове на територията на Северна Македония са селата Смолари и Банско. От 2001 година през месец август ежегодно се организира международен туристически поход за изкачването на връх Тумба под мотото „Балкани без граници“.
От Гърция изкачването до върха може да стане от село Горни Порой (Ано Пороя, 360 m), за около 4 часа по планински черен път. Европейската пътека за дълги разстояния E6 идваща от Дойран (Дойрани) – Гара Порой (Родополи) пресича южното подножие на Беласица, преминавайки през селищата Долни Порой (Като Пороя), Горни Порой (Ано Пороя) и завършва във Ветрен (Неопетрици), продължавайки към Валовища (Сидирокастро) и Шарлия (Врондос).
Планината е включена в мрежата от защитени зони Натура 2000 (1260001 & 1260010) и е определена като орнитологично важно място (022). Част от Натура 2000 са и Бутковското и Дойранското езеро в подножието на планината (1260001 – 1260008 & 1230003 съответно) и са определени като Орнитологично важни зони (020 & 023). Бутковското езеро е и влажна зона с международно значение и е включена в списъка на Рамсарската конвенция (F.E.K. 350A/1974) и е определено като национален парк (F.E.K. 364B/2003). Също така част от Аканджалийската гора (1230002) от 91,8 акра, с масиви от дъб и бреза, е обявена за защитен природен паметник (F.E.K. 121D/1980).

## Други
На Беласица е наречена улица в квартал „Банишора“ в София (Карта).

## Топографска карта
- Лист от карта K-34-94. Мащаб: 1 : 100 000.
- Лист от карта K-34-95. Мащаб: 1 : 100 000.
- Лист от карта K-34-106. Мащаб: 1 : 100 000.}
- Лист от карта K-34-107. Мащаб: 1 : 100 000.